# Keleti Mebon
A keleti Mebon mesterséges szigetre épült szimbolikus „templomhegy” az angkori romváros része Kambodzsában. A templomot 953-ban építették a Khmer Birodalom fővárosának nagy víztározó medencéje, az 50 évvel korábban épült keleti Baraj közepére. A lateritből emelt mesterséges magaslaton álló, Pre Rup stílusban épült téglatemplomot csak csónakkal lehetett megközelíteni. A mára már kiszáradt baraj megsokszorozza az alapvetően három szintes, piramisszerű épület eredeti méreteit.
A hindu templomot Radzsendravaraman király építtette ősei lelkének. A díszítéseken megjelenő Siva és Párvati istenek a király szüleinek arcvonásait viselik. A templom finom  szobrai és díszítései a brahmanista-hindu vallás középpontjában álló „szentháromság” – Brahma – a teremtő, Siva – a pusztító és Visnu – a megtartó – kőbe vésett emlékei. A templom tövében álló nyolc kis torony a férfierőt szimbolizáló nyolc linga az istenek közös jelképe. A templom központi, keleti tornyán Indra, a félistenek vezetője jelenik meg elefántháton; a kisebb domborműveken repülő és meditáló alakok; a nyugati torony díszei a harc istenét Szkandát és híres páváját ábrázolják; a déli torony védője Siva, aki szent bikáján, Nandín lovagol.

## Külső hivatkozások
APSARA – East Mebon  (angol)